# الحجير (النادرة)

تعديل مصدري - تعديل

الحجير محلة تابعة لقرية بيت البنا، التابعة لعزلة مقنع الاعلى بمديرية النادرة إحدى مديريات محافظة إب في الجمهورية اليمنية، بلغ تعداد سكانها 130 حسب تعداد اليمن لعام 2004.